# Vrhovni svet za obrambo Italijanske republike
Vrhovni svet za obrambo Italijanske republike (Consiglio Supremo di Difesa) je državni organ ustavnega pomena, ki mu predseduje republiški predsednik. Skliče ga republiški predsednik, tudi na željo ministrskega predsednika, vsaj dvakrat letno ali po potrebi bolj pogosto.
Kot narekuje zakon 624/50, Vrhovni svet za obrambo Italijanske republike ima nalogo "preučevati splošne in tehnične politične probleme v zvezi z državno obrambo, in določati načine in smernice za načrtovanje in koordinacijo dejavnosti, ki obrambo zadevajo." Sledeč splošnim smernicam s strani vlade in parlamenta, preučuje zadeve, ki se tičejo državne obrambe, in na podlagi tega izdaja direktive, ki so obvezujoče za republiškega predsednika, za ministrski svet (in vsakega ministra posebej) in za poveljstvo oboroženih sil.
Treba pripomniti, da so naloge vrhovnega sveta zelo splošno in nezadostno določene. To je pripisati dejstvu, da večina konkretnih določb v zvezi z obrambo dejansko spada med kompetence drugih organov. Tako na primer politična stran pripada Vladi, o strateških premikih na terenu in obrambi državnih meja odloča generalštab obrambnih sil, za finančno kritje operacij je zadolženo ministrstvo za finance, itd. Praktično je najpomembnejša vloga Vrhovnega sveta preučevanje problemov in svetovanje ministrskemu svetu.
Sestava Vrhovnega obrambnega sveta:
- republiški predsednik
- predsednik ministrskega sveta
- obrambni minister
- minister za notranje zadeve
- minister za ekonomijo in finance
- minister za ekonomski razvoj
- načelnik generalštaba obrambnih sil

Lahko so prisotni tudi:
- predsednik Državnega sveta (na povabilo republiškega predsednika)
- načelniki generalštabov kopenske vojske, vojne mornarice, vojnega letalstva in korpusa karabinjerjev
- tehniki s področja industrije, znanosti in ekonomije
- izvedenci v vojaških zadevah.